# Hayato Fukushima
Hayato Fukushima (福島 隼斗 Fukushima Hayato?), född 26 april 2000 i Kumamoto prefektur, är en japansk fotbollsspelare.
Fukushima började sin karriär 2019 i Shonan Bellmare. 2020 flyttade han till Fukushima United FC.